# Juan Manuel de Salcedo
Juan Manuel de Salcedo (Bilbao, 1743 - Sevilla, 1810) fue el undécimo y final gobernador de la Luisiana española, entre 1801 y 1803. Entregó Luisiana a Francia el 30 de noviembre de 1803 en cumplimiento de los términos del Tratado de San Ildefonso.

## Carrera temprana
Nativo de Bilbao, Salcedo siguió una carrera militar y sirvió como un oficial en la defensa del Señorío de Bizkaia en la Guerra de los Siete Años.  Hacia el fin de la década de los 1760s,  sirve en África norte con puestos en los puertos españoles de Ceuta y Melilla, antes de ser transferido a las Islas Canarias. En 1776, arriba a Santa Cruz de Tenerife, donde  permanece veinte años, ascendiendo a la posición de teniente del rey (Alférez real). En julio de 1797, Salcedo participó en la exitosa defensa de Santa Cruz de Tenerife, en la cual Nelson quedó manco, capturando 29 soldados británicos.

## Gobernador de Luisiana española
Salcedo fue nombrado gobernador de Luisiana el 24 de octubre de 1799 para reemplazar al Gobernador Gayoso, quién había fallecido en el puesto, pero debido problemas de salud no asumió el cargo sino hasta el 15 de julio de 1801. En el ínterin, Sebastián Calvo de la Puerta y O'Farrill fungió temporalmente.  Se dice que no gozó de la simpatía de los locales; supuestamente humilló a los miembros del Cabildo y boicoteó sus reuniones. Fue hostil a los Estados Unidos, quizá no sin razón; uno de sus primeros actos oficiales ha sido despachar armamento a Natchitoches, junto con instrucciones para mantener a los gringos fuera del distrito, y prohíbió la concesión de tierras a estadounidenses.
Su posición como gobernador concluyó con la devolución de Luisiana a Francia, poco antes de la compra de Luisiana. Su predecesor, Calvo, le asistió en la transferencia de poder al nuevo gobernador francés, Pierre Clément de Laussat, el día 30 de noviembre de 1803.  Tres semanas, el francés entregó la provincia a los Estados Unidos, que la había comprado unos meses antes, en París.  Salcedo permaneció en Nueva Orleans hasta mayo del año siguiente, después de lo cual embarcó a Cádiz, España.
Pese a que Salcedo inicialmente pretendía retirarse a las Islas Canarias,  acabó por pedir permiso para quedarse en Cádiz a medio sueldo para estar más cerca de su hijo más joven y familiares.  A principios de 1805 Salcedo fue asignado a Andalucía, asentándose en Sevilla.

## Familia
Salcedo se casó con Francisca de Quiroga y Manso en Málaga en 1775. Su hijo, Manuel María de Salcedo, más tarde fue gobernador del Tejas español. Su hermano, Nemesio de Salcedo, era el comandante general de las Provincias de Interior.